# Hava (Musikerin)/Diskografie
Diese Diskografie ist eine Übersicht über die musikalischen Werke der deutschen Rapperin Hava. Ihre erfolgreichste Veröffentlichung ist die Single Mailbox mit über 220.000 verkauften Einheiten.

## Alben

### Studioalben
| Jahr | Titel Musiklabel                          | Höchstplatzierung, Gesamtwochen, AuszeichnungChartplatzierungen (Jahr, Titel, Musiklabel, Platzierungen, Wochen, Auszeichnungen, Anmerkungen) | Höchstplatzierung, Gesamtwochen, AuszeichnungChartplatzierungen (Jahr, Titel, Musiklabel, Platzierungen, Wochen, Auszeichnungen, Anmerkungen) | Höchstplatzierung, Gesamtwochen, AuszeichnungChartplatzierungen (Jahr, Titel, Musiklabel, Platzierungen, Wochen, Auszeichnungen, Anmerkungen) | Anmerkungen                             |
| Jahr | Titel Musiklabel                          | DE | AT | CH | Anmerkungen                             |
| ---- | ----------------------------------------- | --- | --- | --- | --------------------------------------- |
| 2020 | Weiss Imperium Records (Sony)             | DE47 (1 Wo.)DE | AT43 (1 Wo.)AT | CH39 (1 Wo.)CH | Erstveröffentlichung: 4. Dezember 2020  |
| 2022 | Segen und Fluch Imperium Records (Sony)   | DE66 (1 Wo.)DE | AT69 (1 Wo.)AT | CH50 (1 Wo.)CH | Erstveröffentlichung: 11. März 2022     |
| 2023 | Kein Märchen Hypnotize Entertainment (GA) | DE33 (6 Wo.)DE | — | CH50 (1 Wo.)CH | Erstveröffentlichung: 15. Dezember 2023 |
| 2024 | Four Seasons Hypnotize Entertainment (GA) | DE63 (2 Wo.)DE | — | CH57 (1 Wo.)CH | Erstveröffentlichung: 25. Oktober 2024  |

## Singles

### Als Leadmusikerin
| Jahr | Titel Album                        | Höchstplatzierung, Gesamtwochen, AuszeichnungChartplatzierungen (Jahr, Titel, Album, Platzierungen, Wochen, Auszeichnungen, Anmerkungen) | Höchstplatzierung, Gesamtwochen, AuszeichnungChartplatzierungen (Jahr, Titel, Album, Platzierungen, Wochen, Auszeichnungen, Anmerkungen) | Höchstplatzierung, Gesamtwochen, AuszeichnungChartplatzierungen (Jahr, Titel, Album, Platzierungen, Wochen, Auszeichnungen, Anmerkungen) | Anmerkungen                                                  |
| Jahr | Titel Album                        | DE | AT | CH | Anmerkungen                                                  |
| --- | ---------------------------------- | --- | --- | --- | ------------------------------------------------------------ |
| 2019 | Heartbreaker –                     | — | — | — | Erstveröffentlichung: 19. April 2019                         |
| 2019 | Korb –                             | — | — | — | Erstveröffentlichung: 5. Juli 2019                           |
| 2019 | Panamera –                         | — | — | — | Erstveröffentlichung: 13. September 2019                     |
| 2019 | Idemo –                            | — | — | — | Erstveröffentlichung: 1. November 2019                       |
| 2020 | Nagelneu –                         | DE86 (1 Wo.)DE | — | — | Erstveröffentlichung: 24. April 2020                         |
| 2020 | Krank Weiss                        | DE47 (2 Wo.)DE | — | CH93 (1 Wo.)CH | Erstveröffentlichung: 5. Juni 2020                           |
| 2020 | Weiss                              | — | — | — | Erstveröffentlichung: 31. Juli 2020                          |
| 2020 | Auf der Flucht Weiss               | DE61 (1 Wo.)DE | — | — | Erstveröffentlichung: 22. Oktober 2020                       |
| 2020 | Molim Weiss                        | DE67 (1 Wo.)DE | — | CH84 (1 Wo.)CH | Erstveröffentlichung: 12. November 2020                      |
| 2020 | Schwerelos Weiss                   | DE73 (1 Wo.)DE | — | — | Erstveröffentlichung: 4. Dezember 2020                       |
| 2021 | Low Battery Segen und Fluch        | DE— aDE | — | — | Erstveröffentlichung: 20. August 2021                        |
| 2021 | Moje sve Segen und Fluch           | DE12 (7 Wo.)DE | AT14 (5 Wo.)AT | CH14 (5 Wo.)CH | Erstveröffentlichung: 1. Oktober 2021                        |
| 2021 | High Segen und Fluch               | DE7 (8 Wo.)DE | AT8 (2 Wo.)AT | CH9 (5 Wo.)CH | Erstveröffentlichung: 12. November 2021 feat. Dardan         |
| 2022 | Fass mich nicht an Segen und Fluch | — | — | — | Erstveröffentlichung: 14. Januar 2022                        |
| 2023 | Wüstenblume Kein Märchen           | — | — | — | Erstveröffentlichung: 28. April 2023                         |
| 2023 | Normal Kein Märchen                | DE17 (6 Wo.)DE | AT29 (3 Wo.)AT | CH12 (4 Wo.)CH | Erstveröffentlichung: 9. Juni 2023 feat. Dardan              |
| 2023 | Dušo Kein Märchen                  | — | — | — | Erstveröffentlichung: 14. Juli 2023                          |
| 2023 | Sag mir nicht Kein Märchen         | DE— bDE | — | — | Erstveröffentlichung: 11. August 2023                        |
| 2023 | Killa Kein Märchen                 | DE96 (1 Wo.)DE | — | — | Erstveröffentlichung: 8. September 2023 feat. Dardan         |
| 2023 | Ja sagen Kein Märchen              | DE7 (15 Wo.)DE | AT33 (4 Wo.)AT | CH12 (8 Wo.)CH | Erstveröffentlichung: 17. November 2023                      |
| 2024 | Ona nije ja :) Kein Märchen        | DE— cDE | AT36 (9 Wo.)AT | CH89 (2 Wo.)CH | Erstveröffentlichung: 2. Februar 2024                        |
| 2024 | Tu nicht so –                      | DE— dDE | — | — | Erstveröffentlichung: 19. April 2024                         |
| 2024 | Halb perfekt –                     | DE— eDE | — | — | Erstveröffentlichung: 7. Juni 2024                           |
| 2024 | Für immer –                        | DE40 (1 Wo.)DE | — | CH84 (1 Wo.)CH | Erstveröffentlichung: 11. Oktober 2024 feat. Dardan          |
| Folgende Lieder erschienen nicht als Single, wurden aber durch das Album zum Download und Streaming bereitgestellt und konnten somit eine Platzierung erlangen: |                                    | | | |                                                              |
| |                                    | | | |                                                              |
| 2022 | Flashbacks Segen und Fluch         | DE— fDE | — | — | Videoauskopplung: 11. März 2022 Charteinstieg: 18. März 2022 |

### Als Gastmusikerin
| Jahr | Titel Album               | Höchstplatzierung, Gesamtwochen, AuszeichnungChartplatzierungen (Jahr, Titel, Album, Platzierungen, Wochen, Auszeichnungen, Anmerkungen) | Höchstplatzierung, Gesamtwochen, AuszeichnungChartplatzierungen (Jahr, Titel, Album, Platzierungen, Wochen, Auszeichnungen, Anmerkungen) | Höchstplatzierung, Gesamtwochen, AuszeichnungChartplatzierungen (Jahr, Titel, Album, Platzierungen, Wochen, Auszeichnungen, Anmerkungen) | Anmerkungen                                                                  |
| Jahr | Titel Album               | DE | AT | CH | Anmerkungen                                                                  |
| ---- | ------------------------- | --- | --- | --- | ---------------------------------------------------------------------------- |
| 2019 | Kein Schlaf Nimoriginal   | DE1 Gold · (14 Wo.)DE | AT2 Gold · (9 Wo.)AT | CH3 (9 Wo.)CH | Erstveröffentlichung: 5. Dezember 2019 Verkäufe: + 215.000; Nimo feat. Hava  |
| 2020 | Mailbox Mister Dardy      | DE7 Gold · (12 Wo.)DE | AT21 (3 Wo.)AT | CH21 Platin · (5 Wo.)CH | Erstveröffentlichung: 2. Oktober 2020 Verkäufe: + 220.000; Dardan feat. Hava |
| 2022 | Day & Night DardyNextDoor | DE42 (1 Wo.)DE | — | CH68 (1 Wo.)CH | Erstveröffentlichung: 16. Juni 2022 Dardan feat. Hava                        |

## Musikvideos
| Jahr | Titel          | Regie                 |
| ---- | -------------- | --------------------- |
| 2019 | Heartbreaker   | Mike Mason            |
| 2019 | Korb           | Mike Mason            |
| 2019 | Panamera       | Leeroy                |
| 2019 | Idemo          | Mike Mason            |
| 2019 | Kein Schlaf    | MacDuke               |
| 2020 | Nagelneu       | Mike Mason            |
| 2020 | Krank          | Leeroy                |
| 2020 | Weiss          | Leeroy                |
| 2020 | Mailbox        | Niko Kaouris          |
| 2020 | Auf der Flucht | Luka Katic            |
| 2020 | Molim          | Leeroy                |
| 2020 | Schwerelos     | fati.tv               |
| 2021 | Low Battery    | Haris Dubica, Fati.tv |
| 2021 | Noć            | Haris Dubica          |
| 2021 | Moje sve       | Fati.tv, Afrim Zenuni |
| 2021 | High           | Fati.tv, Luca Katic   |
| 2022 | Flashbacks     | Fati.tv               |
| 2022 | Day & Night    | Omely                 |
| 2023 | Wüstenblume    | Hasan Kuyucu          |
| 2023 | Normal         | Jakub Rzucidlo        |
| 2023 | Dušo           | Fati.tv               |
| 2023 | Dale           | NewEra                |
| 2023 | Sag mir nicht  | Fati.tv               |
| 2023 | Killa          | Jakub Rzucidlo        |
| 2023 | Ja sagen       | Jakub Rzucidlo        |
| 2024 | Tu nicht so    | Jakub Rzucidlo        |
| 2024 | Halb perfekt   | Jakub Rzucidlo        |
| 2024 | Für immer      | Tahsin Güney          |

## Promoveröffentlichungen
Promo-Singles

| Jahr | Titel Album     | Höchstplatzierung, Gesamtwochen, AuszeichnungChartplatzierungen (Jahr, Titel, Album, Platzierungen, Wochen, Auszeichnungen, Anmerkungen) | Höchstplatzierung, Gesamtwochen, AuszeichnungChartplatzierungen (Jahr, Titel, Album, Platzierungen, Wochen, Auszeichnungen, Anmerkungen) | Höchstplatzierung, Gesamtwochen, AuszeichnungChartplatzierungen (Jahr, Titel, Album, Platzierungen, Wochen, Auszeichnungen, Anmerkungen) | Anmerkungen                                                             |
| Jahr | Titel Album     | DE | AT | CH | Anmerkungen                                                             |
| ---- | --------------- | --- | --- | --- | ----------------------------------------------------------------------- |
| 2021 | Noć Futura      | — | AT62 (1 Wo.)AT | — | Erstveröffentlichung: 27. August 2021 Jala Brat feat. Hava              |
| 2023 | Dale GoodFellas | — | AT38 (2 Wo.)AT | — | Erstveröffentlichung: 25. Juli 2023 Jala Brat & Buba Corelli feat. Hava |

## Sonderveröffentlichungen
| Jahr | Titel Album               | Anmerkungen                                                             |
| ---- | ------------------------- | ----------------------------------------------------------------------- |
| 2019 | Kein Schlaf Nimoriginal   | Erstveröffentlichung: 20. Dezember 2019 Nimo feat. Hava                 |
| 2021 | Mailbox Mister Dardy      | Erstveröffentlichung: 4. Februar 2021 Dardan feat. Hava                 |
| 2021 | Noć Futura                | Erstveröffentlichung: 8. Oktober 2021 Jala Brat feat. Hava              |
| 2022 | Day & Night DardyNextDoor | Erstveröffentlichung: 28. Juli 2022 Dardan feat. Hava                   |
| 2023 | Dale GoodFellas           | Erstveröffentlichung: 21. Juli 2023 Jala Brat & Buba Corelli feat. Hava |

## Statistik

### Chartauswertung
|                     | DE    | AT    | CH    |
| ------------------- | ----- | ----- | ----- |
| Nummer-eins-Alben   | DE—DE | AT—AT | CH—CH |
| Top-10-Alben        | DE—DE | AT—AT | CH—CH |
| Alben in den Charts | DE4DE | AT2AT | CH4CH |

|                       | DE     | AT    | CH     |
| --------------------- | ------ | ----- | ------ |
| Nummer-eins-Singles   | DE1DE  | AT—AT | CH—CH  |
| Top-10-Singles        | DE4DE  | AT2AT | CH2CH  |
| Singles in den Charts | DE14DE | AT9AT | CH11CH |

### Auszeichnungen für Musikverkäufe
Anmerkung: Auszeichnungen in Ländern aus den Charttabellen bzw. Chartboxen sind in ebendiesen zu finden.
| Land/RegionAuszeichnungen für Musikverkäufe (Land/Region, Auszeichnungen, Verkäufe, Quellen) | Gold     | Platin  | Verkäufe | Quellen           |
| -------------------------------------------------------------------------------------------- | -------- | ------- | -------- | ----------------- |
| Deutschland (BVMI)                                                                           | 2× Gold2 | —       | 400.000  | musikindustrie.de |
| Österreich (IFPI)                                                                            | Gold1    | —       | 15.000   | ifpi.at           |
| Schweiz (IFPI)                                                                               | —        | Platin1 | 20.000   | hitparade.ch      |
| Insgesamt                                                                                    | 3× Gold3 | Platin1 |          |                   |